# Lépaud
Lépaud település Franciaországban, Creuse megyében. Lakosainak száma 371 fő (2022. január 1.). Lépaud Auge, Chambon-sur-Voueize, Lussat, Nouhant, Verneiges és Viersat községekkel határos.

## Népesség
A település népességének változása:
| Lakosok száma | 459  | 368  | 344  | 356  | 377  | 366  | 363  | 366  | 366  | 371  |
|               | 1968 | 1982 | 1990 | 2006 | 2013 | 2015 | 2017 | 2019 | 2020 | 2022 |